# John Francis Dodge
John Francis Dodge (Niles (Michigan), 25 de outubro de 1864 — Nova Iorque, 14 de janeiro de 1920) foi um construtor de automóveis estadunidense.
Quando jovens os irmãos John Francis Dodge e Horace Elgin Dodge ajudavam o pai no comércio. Em 1886 a família mudou-se para Detroit, e os irmãos tornaram-se os melhores engenheiros da região. Após terem trabalhado em diversas empresas, em 1901 foram trabalhar com Ransom Eli Olds construindo automóveis.
A partir de 1914 a Dodge começou a produzir seus próprios automóveis .
Em 1997 foi incluído no Automotive Hall of Fame.